# Артър Холи Комптън
Артър Комптън (на английски: Arthur Holly Compton) е американски физик, носител на Нобелова награда за физика за 1927 година.

## Биография
Роден е на 10 септември 1892 година в Устър, Охайо. Завършва колеж в родния си град, след което продължава образованието си в Пристънския университет. В 1919 г. печели стипендия, която му позволява да замине в Кеймбриджкия университет, където работи при световно водещи атомни физици.
През 1922 година наблюдава как дължината на вълната на рентгеновите лъчи се променя вследствие разсейване от свободни електрони. Този ефект впоследствие носи името ефект на Комптън и доказва съществуването на фотона.
В периода 1941 – 1942 участва в проекта Манхатън за създаването на атомната бомба.
Умира на 15 март 1962 година в Бъркли, Калифорния.

## Признание
В негова чест е назована космическата обсерватория Комптън.

## Цитирана литература
- Allison, Samuel K. Arthur Holly Compton 1892–1962 //  Biographical Memoirs 38.   National Academy of Sciences, 1965. OCLC 1759017. с. 81–110.
- Hewlett, Richard G., Anderson, Oscar E. The New World, 1939–1946.   University Park, Pennsylvania State University Press, 1962. ISBN 0-520-07186-7. OCLC 637004643. Посетен на March 26, 2013.